# カンピオナート・ブラジレイロ・セリエD
カンピオナート・ブラジレイロ・セリエD（Campeonato Brasileiro Série D）は、ブラジルの全国サッカーリーグにおける第4ディビジョンである。

## フォーマット
2009年、ブラジル全国リーグの第4部のクラスとして発足した。ブラジル全国リーグでは最下級にあたる。
2009年-2015年
参加するのは前シーズンカンピオナート・ブラジレイロ・セリエCから降格した4クラブと州リーグにてすでに全国リーグに参加しているクラブをのぞいた中での上位クラブ36クラブの計40クラブ。
大きく4段階（全てホーム・アンド・アウェー）で争い、まず予選リーグでは40クラブを4クラブ×10組に分けて2回総当りでリーグ戦（6試合）を行い、各組2位までの20クラブが第2ステージに進む。
決勝トーナメント1回戦は、20クラブの対戦相手を抽選で決定し、2試合の合計得点によって2回戦進出クラブを決定。2回戦も勝ち上がった10クラブの対戦相手を改めて抽選で決定し、1回戦同様2試合の合計得点で準々決勝に進出する最初の5クラブを決定。残りの3クラブは2回総当りの敗者復活戦（8試合）を行い、2回戦+敗者復活戦の10試合の成績を加味し上位3クラブが準々決勝に進出する。準々決勝以後は通常のトーナメント戦で行って順位を決定するが、準決勝にこまを進めた4クラブは自動的に次年度の3部リーグ（カンピオナート・ブラジレイロ・セリエC）昇格が決定する。
2016年-2019年
参加するのは前シーズンカンピオナート・ブラジレイロ・セリエCから降格した4クラブと州リーグにてすでに全国リーグに参加しているクラブを除いた中での上位クラブ64クラブの計68クラブ。
第1ステージでは68クラブを4クラブ×17組に分けて2回総当りでリーグ戦（6試合）を行い、各組1位と2位のうち成績上位15クラブまでの32クラブが決勝トーナメントに進む。
第2ステージは通常のトーナメント戦で行って順位を決定するが、準決勝に駒を進めた4クラブは自動的に次年度の3部リーグ（カンピオナート・ブラジレイロ・セリエC）昇格が決定する。
2020年-
参加するのは前シーズンのセリエCから降格した4クラブと、州リーグにてすでにセリエC以上の全国リーグに参加しているクラブを除いた中での上位クラブ56クラブ（但し、6クラブは各州のFA杯優勝により参加権を獲得）、そして、8クラブが参加する「プレ・セリエD」を勝ち抜いた4クラブの計64クラブ。
まず、グループステージでは64クラブを8クラブ×8組に分けて2回戦総当たりでリーグ戦を行い、各グループの上位4クラブ（計32クラブ）がホーム・アンド・アウェー形式で行われるトーナメント形式のファイナルステージに進出する。
ファイナルステージでは、通常のトーナメント戦で行って順位を決定するが、準決勝に駒を進めた4クラブは自動的に次年度のセリエCへの昇格が決定する。

## 2020シーズンのカンピオナート・ブラジレイロ・セリエDのチーム
★は「プレ・セリエD」から参加するクラブ
| クラブ                                                           | ホームタウン                     | ホームスタジアム                                                     | 収容人数 | 参加資格                                           |
| ---------------------------------------------------------------- | -------------------------------- | -------------------------------------------------------------------- | -------- | -------------------------------------------------- |
| ABC FC                                                           | ナタウ                           | エスタジオ・マリア・ラマス・ファラーシ                               | 18,000   | 2019 セリエC 17位                                  |
| AAアウトス                                                       | アウトス                         | エスタジオ・ムニシパウ・フェリピ・ハウリーノ                         | 4,000    | 2019 PI州選手権 2位 （全国選手権不参加組2位）      |
| ECアギア・ネグラ                                                 | ヒウ・ブリリャンチ               | エスタジオ・イリエ・ヴィダウ                                         | 8,000    | 2019 MS州選手権 1位 （全国選手権不参加組1位）      |
| アキダウアネンシFC ★                                             | アキダウアーナ                   | エスタジオ・ムニシパウ・ジ・アキダウアーナ                           | 5,000    | 2019 MS州選手権 2位 （全国選手権不参加組2位）      |
| アソシアソン・フェホヴィアリア・ジ・エスポルテス                 | アララクアラ                     | エスタジオ・ドウトール・アデマール・ジ・バホス                       | 25,000   | 2019 SP州選手権 7位 （全国選手権不参加組3位→2位）  |
| アトレチコ・アクレアーノ                                         | リオ・ブランコ                   | エスタジオ・アントニオ・アキーノ・ロペス                             | 8,000    | 2019 セリエC 20位                                  |
| アトレチコ・カジャゼイレンシ・ジ・デスポルトス                   | カジャゼイラス                   | エスタジオ・ゴヴェルナドール・エルナニ・サティロ                     | 15,000   | 2019 PB州選手権 3位 （全国選手権不参加組2位）      |
| アフォガドス・ダ・インガゼイラFC                                 | アフォガドス・ダ・インガゼイラ   | エスタジオ・ヴァウデマール・ヴィアナ・ジ・アラウージョ               | 7,000    | 2019 PE州選手権 3位 （全国選手権不参加組1位）      |
| アメリカFC                                                       | ナタウ                           | エスタジオ・デセンバルガドール・ジョゼ・ヴァスコンセロス・ダ・ロシャ | 5,000    | 2019 RN州選手権 1位 （全国選手権不参加組1位）      |
| アラゴイニャス・アトレチコ・クルービ                             | アラゴイニャス                   | エスタジオ・ムニシパウ・アントニオ・ジフィゲイレード・カルネイロ     | 16,000   | 2019 BA州選手権 3位 （全国選手権不参加組2位）      |
| AOイタバイアーナ                                                 | イタバイアーナ                   | エスタジオ・エテウヴィーノ・メンドンサ                               | 10,000   | 2019 SE州選手権 2位 （全国選手権不参加組2位）      |
| イピランガ・クルービ ★                                           | マカパ                           | エスタジオ・ミウトン・ジ・ソウザ・コヘイア                           | 13,680   | 2019 AP州選手権 2位 （全国選手権不参加組2位）      |
| インデペンデンチAC                                               | トゥクルイ                       | エスタジオ・ムニシパウ・アントニオ・ジアス                           | 8,200    | 2019 PA州選手権 2位 （全国選手権不参加組1位）      |
| ウニオンEC                                                       | ロンドノポリス                   | エスタジオ・エンジェニェイロ・ルテロ・ロペス                         | 19,000   | 2019 MT州選手権 3位 （全国選手権不参加組2位）      |
| ヴィトーリアFC                                                   | ヴィトーリア                     | エスタジオ・サウヴァドール・ヴェナンシオ・ダ・コスタ                 | 3,000    | 2019 ES州選手権 1位 （全国選手権不参加組1位）      |
| ECPPヴィトーリア・ダ・コンキスタ                                 | ヴィトーリア・ダ・コンキスタ     | エスタジオ・ロマント・ジュニオール                                   | 12,500   | 2019 BA州選手権 4位 （全国選手権不参加組3位）      |
| ヴィラ・ノヴァAC                                                 | ノヴァ・リマ                     | エスタジオ・ムニシパウ・カストル・シフエンテス                       | 5,160    | 2019 MG州選手権 9位 （全国選手権不参加組4位→3位）  |
| ヴィリェネンシEC                                                 | ヴィリェナ                       | エスタジオ・アルナウド・ロペス・マルチンス                           | 7,000    | 2019 RO州選手権 1位 （全国選手権不参加組1位）      |
| ガウヴェスEC                                                     | リオ・ブランコ                   | アレナ・アクレアーナ                                                 | 20,000   | 2019 AC州選手権 2位 （全国選手権不参加組1位）      |
| AAカウデンセ                                                     | ポソス・ジ・カウダス             | エスタジオ・ドウトール・ホナウド・ジュンケイラ                       | 7,600    | 2019 MG州選手権 6位 （全国選手権不参加組1位）      |
| SERカシアス・ド・スル                                            | カシアス・ド・スル               | エスタジオ・フランソスコ・ステジリ                                   | 22,132   | 2019 RS州選手権 3位 （全国選手権不参加組1位）      |
| FCカスカヴェウ                                                   | カスカヴェウ                     | エスタジオ・オリンピコ・ヘギオナウ・アルナウド・ブサット             | 28,125   | 2019 PR州選手権 6位 （全国選手権不参加組2位）      |
| ADカボフリエンセ                                                 | カブ・フリウ                     | エスタジオ・アライール・コヘイア                                     | 4,200    | 2019 RJ州選手権 6位 （全国選手権不参加組2位）      |
| SEガマ                                                           | ガマ                             | エスタジオ・ヴァウミール・カンペーロ・ベゼーハ                       | 20,310   | 2019 DF選手権 1位 （全国選手権不参加組1位）        |
| カンピネンセ・クルーベ                                           | カンピナ・グランデ               | エスタジオ・ゴヴェルナドール・エルナニ・サティロ                     | 19,000   | 2019 PB州選手権 2位 （全国選手権不参加組1位）      |
| グアラニーSC                                                     | ソブラウ                         | エスタジオ・ドゥ・ジュンコ                                           | 10,000   | 2019 CE州選手権 4位 （全国選手権不参加組2位）      |
| クルービ・エスポルチーヴォ・オペラリオ・ヴァルゼア＝グランデンシ | ヴァルゼア・グランジ             | アレーナ・パンタナール                                               | 44,000   | 2019 MT州選手権 2位 （全国選手権不参加組1位）      |
| クルービ・ヘクレアチーヴォ・イ・アトレチコ・カタラーノ           | カタロン                         | エスタジオ・ジェネルヴィーノ・ダ・フォンセカ                         | 11,000   | 2019 GO州選手権 5位 （全国選手権不参加組2位）      |
| グレミオ・ノヴォリゾンチーノ                                     | ノヴォ・オリゾンチ               | エスタジオ・ドウトール・ジョルジ・イスマエウ・ジ・ビアージ           | 18,000   | 2019 SP州選手権 6位 （全国選手権不参加組2位→1位）  |
| グローブFC                                                       | セアラー＝ミリン                 | エスタジオ・マノエウ・ダンタス・バヘト                               | 10,000   | 2019 セリエC 18位                                  |
| ゴイアニアEC                                                     | ゴイアニア                       | エスタディオ・オリンピコ・ペドロ・ルドヴィコ・テイシェイラ           | 13,500   | 2019 GO州選手権 4位 （全国選手権不参加組1位）      |
| ゴイアネージアEC                                                 | ゴイアネージア                   | エスタジオ・ヴァウデイル・ジョゼ・ジ・オリヴェイラ                   | 6,000    | 2019 GO州選手権 6位 （全国選手権不参加組3位）      |
| AAコルリピ                                                       | コルリピ                         | エスタジオ・ムニシパウ・ジェルソン・アマラウ                         | 7,000    | 2019 AL州選手権 3位 （全国選手権不参加組1位）      |
| サルゲイロAC                                                     | サウゲイロ                       | エスタジオ・コルネイロ・ジ・バホス                                   | 12,070   | 2019 PE州選手権 4位 （全国選手権不参加組2位）      |
| ADサンカエターノ                                                 | サン・カエターノ・ドゥ・スウ     | エスタジオ・ムニシパウ・アナクレート・カンパネラ                     | 16,744   | 2019 SP州FA杯 優勝                                 |
| サントスFC                                                       | マカパ                           | エスタジオ・ミウトン・ジ・ソウザ・コヘイア                           | 10,000   | 2019 AP州選手権 1位 （全国選手権不参加組1位）      |
| サン・ハイムンドゥEC                                             | ボア・ヴィスタ                   | エスタジオ・ハイムンド・ヒベイロ・ジ・ソウザ                         | 3,000    | 2019 RR州選手権 1位 （全国選手権不参加組1位）      |
| ECサン・ルイス                                                   | イジュイ                         | エスタジオ・デゼノーヴィ・ジ・オウトブロ                             | 6,000    | 2019 RS州選手権 4位 （全国選手権不参加組2位）      |
| ジ＝パラナFC ★                                                   | ジ＝パラナ                       | エスタジオ・ムニシパウ・アントニオ・アブレウ・ビアンコ               | 5,000    | 2019 RO州選手権 2位 （全国選手権不参加組2位）      |
| ジャシオバAC                                                     | ポン・ジ・アスーカル             | エスタジオ・エリジオ・ダ・シウヴァ・マイア                           | 4,000    | 2019 AL州選手権 4位 （全国選手権不参加組2位）      |
| SEジュヴェントゥージ                                             | サン・マテウス・ドゥ・マラニョン | エスタジオ・ムニシパウ・マルコス・ピニェイロ・ネト                   | 500      | 2019 MA州FA杯 優勝                                 |
| ジョインヴィレEC                                                 | ジョインヴィレ                   | アレナ・ジョインヴィリ                                               | 17,545   | 2019 SC州選手権 7位 （全国選手権不参加組2位）      |
| セントラルSC                                                     | カルアル                         | エスタジオ・ルイス・ジョゼ・ジ・ラセルダ                             | 20,000   | 2019 PE州選手権 6位 （全国選手権不参加組3位）      |
| CAトゥバロン                                                     | トゥバロン                       | エスタジオ・ドミンゴス・シウヴェイラ・ゴンザレス                     | 5,000    | 2019 SC州選手権 8位 （全国選手権不参加組3位）      |
| トゥピナンバスFC                                                 | ジュイス・ジ・フォーラ           | エスタジオ・ムニシパウ・ハジアリスタ・マリオ・エレニオ               | 31,863   | 2019 MG州選手権 8位 （全国選手権不参加組3位）      |
| トカンチノポリスEC ★                                             | トカンチノポリス                 | エスタジオ・ジョアン・ヒベイロ                                       | 10,000   | 2019 TO州選手権 2位 （全国選手権不参加組2位）      |
| トレドゥEC                                                       | トレドゥ                         | エスタジオ・カトルズィ・ジ・デゼンブロ                               | 15,280   | 2019 PR州選手権 2位 （全国選手権不参加組1位）      |
| ナシオナウAC                                                     | ホーランジア                     | エスタジオ・ムニシパウ・オリンピコ・エーリヒ・ジョルジ               | 2,050    | 2019 PR州FA杯 優勝                                 |
| ナシオナウ・ファスト・クルービ                                   | マナウス                         | エスタジオ・イスマエウ・ベニグノ                                     | 10,000   | 2019 AM州選手権 5位 （全国選手権不参加組2位）      |
| ナシオナルFC ★                                                   | マナウス                         | アレナ・ダ・アマゾニア                                               | 44,000   | 2019 AM州選手権 2位 （全国選手権不参加組1位）      |
| ADバイーア・ジ・フェイラ                                         | フェイラ・ジ・サンタナ           | エスタジオ・ジョジウソン・ソウザ                                     | 4,000    | 2019 BA州選手権 2位 （全国選手権不参加組1位）      |
| バレーEC ★                                                       | ボア・ヴィスタ                   | エスタジオ・フラメリオン・ヴァスコンセロス                           | 10,000   | 2019 RR州選手権 2位 （全国選手権不参加組1位）      |
| バングーAC                                                       | リオデジャネイロ                 | エスタジオ・プロレタリウ・ギリェルミ・ダ・シウヴェイラ               | 9,500    | 2019 RJ州選手権 3位 （全国選手権不参加組1位）      |
| パウマスFR                                                       | パウマス                         | エスタジオ・ニウトン・サントス                                       | 12,000   | 2019 TO州選手権 1位 （全国選手権不参加組1位）      |
| ADフライパウリスターノ                                           | フライ・パウル                   | エスタジオ・ムニシパウ・ジャイルトン・メネゼス・ジ・メンドンサ       | 4,000    | 2019 SE州選手権 1位 （全国選手権不参加組1位）      |
| フロレスタEC                                                     | フォルタレーザ                   | エスタジオ・オリンピコ・エラシオ・ドミンゴス・ジ・ソウザ             | 10,500   | 2019 CE州選手権 3位 （全国選手権不参加組1位）      |
| ブラガンチーノ・クルービ・ドゥ・パラー                           | ブラガンサ                       | エスタジオ・サン・ベネジト                                           | 10,000   | 2019 PA州選手権 3位 （全国選手権不参加組2位）      |
| ブラジリエンセFC ★                                               | タガチンガ                       | エスタジオ・エウモ・セレイノ・ファリアス                             | 28,000   | 2019 DF選手権 2位 （全国選手権不参加組2位）        |
| ヘアウ・ノロエスチ・カピシャーバFC ★                             | アギア・ブランカ                 | エスタジオ・ジョゼ・オリンピコ・ダ・ホーシャ                         | 3,200    | 2019 ES州FA杯 優勝                                 |
| ECペロタス                                                       | ペロタス                         | エスタジオ・ボカ・ドゥ・ロボ                                         | 23,000   | 2019 RS州FA杯 優勝                                 |
| ACDポチグァル                                                    | モソロー                         | エスタジオ・マノエウ・レオナルド・ノゲイラ                           | 5,000    | 2019 RN州選手権 4位 （全国選手権不参加組1位）      |
| AAポルトゥゲーザ                                                 | リオデジャネイロ                 | エスタジオ・ルーゾ＝ブラジレイロ                                     | 22,000   | 2019 RJ州FA杯 優勝                                 |
| CNマルシリオ・ジアス                                             | イタジャイ                       | エスタジオ・ドウトール・エルシリオ・ルス                             | 6,010    | 2019 SC州選手権 5位 （全国選手権不参加組1位）      |
| ミラソウFC                                                       | ミラソウ                         | エスタジオ・ムニシパウ・ジョゼ・マリア・ジカンポス・マイア           | 15,000   | 2019 SP州選手権 12位 （全国選手権不参加組5位→4位） |
| モト・クルブ・ジ・サン・ルイス                                   | サン・ルイス                     | エスタジオ・ゴヴェルナドール・ジョアン・カステロ                     | 40,149   | 2019 MA州選手権 2位 （全国選手権不参加組1位）      |
| リヴェルAC                                                       | テレジーナ                       | エスタジオ・ゴヴェルナドール・アウベルト・タヴァレス・シウヴァ       | 52,216   | 2019 PI州選手権 1位 （全国選手権不参加組1位）      |
| リオ・ブランコFC                                                 | リオ・ブランコ                   | アレナ・アクレアーナ                                                 | 20,000   | 2019 AC州選手権 3位 （全国選手権不参加組1位）      |
| ルヴェルデンセEC                                                 | ルーカス・ドゥ・ヒウ・ヴェルジ   | エスタジオ・ムニシパウ・パッソ・ダス・エマス                         | 10,000   | 2019 セリエC 19位                                  |

注釈
1. 1 2 3  レッドブル・ブラジルのセリエD撤退による。
2. ↑  2019シーズンのMG州選手権（ポルトガル語版）7位（全国選手権不参加組2位）のCAパトロシネンシ（ポルトガル語版）が財政問題を理由にセリエDへの出場を断念した為、9位（全国選手権不参加組4位→3位）に入っていたヴィラ・ノヴァACにその枠が移った[1][2]。
3. ↑  CAパトロシネンシのセリエD参加辞退による
4. ↑  2019年12月11日、レッドブル・ブラジルはCAブラガンチーノとの提携に伴い、セリエDからの撤退を発表した。RBブラジルは2019シーズンのSP州選手権で5位（全国選手権不参加組1位）に入っており、2020シーズンのセリエD参戦権を獲得していたが、この撤退により、RBブラジルのセリエDでの枠はSP州選手権12位（全国選手権不参加組5位→4位）のミラソウに移った[3]。

## 歴代優勝クラブ
| 年   | 優勝                     | 2位                    | 3位             | 4位              | クラブ数 |
| ---- | ------------------------ | ---------------------- | --------------- | ---------------- | -------- |
| 2009 | サン・ライムンド-PA      | マカエ                 | シャペコエンセ  | アレクリン       | 40       |
| 2010 | グアラニー・ジ・ソブラウ | マドゥレイラ           | アラグアイーナ  | ジョインヴィレ   | 40       |
| 2011 | トゥピ                   | サンタクルス           | クイアバ        | オエステ         | 40       |
| 2012 | サンパイオ・コヘイア     | CRAC                   | バラウーナス    | モジミリン       | 40       |
| 2013 | ボタフォゴ-PB            | ジュベントゥージ       | トゥピ          | サルゲイロ       | 40       |
| 2014 | トンベンセ               | ブラジウ・ジ・ペロタス | ロンドリーナ    | コンフィアンサ   | 41       |
| 2015 | ボタフォゴ-SP            | リヴェル-PI            | レモ            | イピランガ-RS    | 40       |
| 2016 | ヴォルタ・レドンダ       | CSA                    | サン・ベント    | モト・クルブ     | 68       |
| 2017 | オペラリオ-PR            | グローブ               | アトレチコ-AC   | ジュアゼイレンシ | 68       |
| 2018 | フェホヴィアリオ-CE      | トレーゼ               | サン・ジョゼ-RS | インペラトリス   | 68       |
| 2019 | ブルスキFC               | マナウスFC             | イトゥアーノ    | ECジャクイペンセ | 68       |